# 1881 en musique classique
| \| • Retour à la chronologie générale de la musique classique • \| |
| Grèce • Rome • Haut Moyen Âge • VIIIe siècle • IXe siècle • Xe siècle • XIe siècle XIIe siècle • XIIIe siècle • XIVe siècle • XVe siècle • XVIe siècle • XVIIe siècle XVIIIe siècle • XIXe siècle • XXe siècle • XXIe siècle |
| • Retour à la chronologie générale de la musique classique • |

| Années en musique classique : 1878 - 1879 - 1880 - 1881 - 1882 - 1883 - 1884    |
| Décennies en musique classique : 1850 - 1860 - 1870 - 1880 - 1890 - 1900 - 1910 |

## Événements

### Créations
- 4 janvier : L'Ouverture pour une fête académique de Johannes Brahms, créée à Breslau sous la direction de l'auteur.
- 23 janvier : Une nuit à Lisbonne de Camille Saint-Saëns, créée à Paris au Cirque d'Hiver.
- 20 février : La Symphonie no 4 d'Anton Bruckner, créée à Vienne par l'Orchestre philharmonique de Vienne sous la direction de Hans Richter.
- 22 février : La Fantaisie écossaise de Max Bruch, créée à Liverpool par Joseph Joachim et l'Orchestre philharmonique royal de Liverpool sous la direction du compositeur.
- 25 février : La Pucelle d'Orléans, opéra de Piotr Ilitch Tchaïkovski, créé au Théâtre Mariinsky de Saint-Pétersbourg.
- 25 mars : La Symphonie no 6 d'Antonín Dvořák, créée à Prague par l'Orchestre philharmonique tchèque sous la direction d'Adolf Čech.
- 30 mars : La Symphonie en ré mineur de Richard Strauss, créée à Munich.
- 9 avril : Dix pièces pittoresques d'Emmanuel Chabrier, créées par Marie Poitevin à la Société nationale de musique à Paris.
- 4 septembre : Messe des pêcheurs de Villerville de Gabriel Fauré et André Messager, créée  à Villerville.
- 22 octobre : Concert inaugural de l'Orchestre symphonique de Boston.
- 25 novembre : Der lustige Krieg, opérette de Johann Strauss II au Theater an der Wien à Vienne.
- 8 décembre : Das Käthchen von Heilbronn, opéra de Carl Martin Reinthaler, créé à Francfort.
- 19 décembre : Hérodiade, opéra de Jules Massenet, créé au théâtre de la Monnaie (Bruxelles).

Date indéterminée
- Quatuor à cordes no 11 en do majeur composé par Antonín Dvořák.
- Cinq pièces pour piano, op. 3, de Richard Strauss.
- Sérénade en mi bémol majeur, op. 7, de Richard Strauss.

### Autres
- Fondation de l'Orchestre symphonique de Boston.
- Fondation des Concerts Lamoureux.
- Fondation de l'ancêtre de l'Orchestre symphonique national au Mexique.

## Naissances

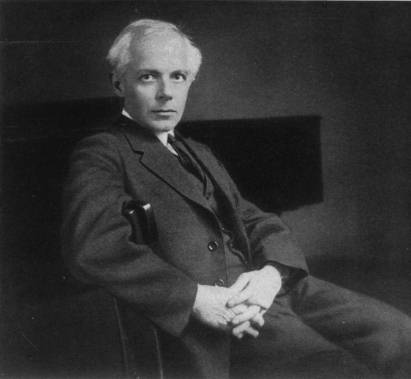
Béla Bartók

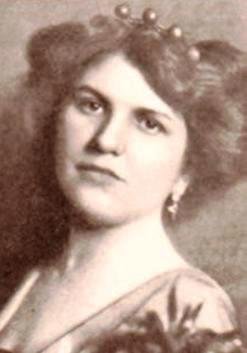
Ilona Durigo

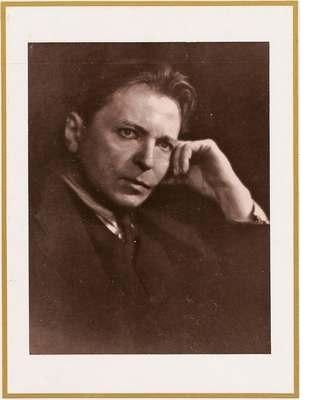
Georges Enesco

- 15 janvier : Maurice Corneil de Thoran, musicien, chef d'orchestre et directeur de théâtre († 6 janvier 1953).
- 16 janvier : Reine Colaço Osorio-Swaab, compositrice hollandaise († 14 avril 1971).
- 30 janvier : Joaquim Antonio Barroso Neto, compositeur brésilien († 1er septembre 1941).
- 3 février : Henry Fillmore, compositeur, arrangeur, chef d'orchestre et éditeur américain († 7 décembre 1956).
- 6 février : Karl Weigl, compositeur autrichien († 11 août 1949).
- 16 mars : Fannie Charles Dillon, compositrice et pianiste américaine († 21 février 1947 (à 65 ans)).
- 18 mars : Paul Le Flem, compositeur français († 31 juillet 1984).
- 23 mars : Egon Petri, pianiste classique néerlandais naturalisé américain († 27 mai 1962).
- 25 mars : Béla Bartók, compositeur hongrois († 26 septembre 1945).
- 30 mars : Raoul Bardac, compositeur et pianiste français († 30 juillet 1950).
- 2 avril : Diran Alexanian, violoncelliste et pédagogue arménien († 27 juillet 1954).
- 8 avril : Fernand Lamy, compositeur, professeur de musique, chef d'orchestre et chef de chœur français († 18 septembre 1966).
- 20 avril :
  - Nikolaï Miaskovski, compositeur russe et soviétique († 9 août 1950).
  - Marc de Ranse, pianiste, organiste, maître de chapelle, chef de chœur et compositeur français († 12 février 1951).
- 29 avril : Wilhelm Sieben, chef d'orchestre allemand († 23 août 1971).
- 2 mai : Charlesky, chanteur de tyroliennes et artiste français de café concert et d'opéra († 4 décembre 1960).
- 11 mai : Jan van Gilse, compositeur et chef d'orchestre néerlandais († 8 septembre 1944).
- 13 mai : Ilona Durigo, contralto hongroise († 25 décembre 1943).
- 24 mai : Mikuláš Schneider-Trnavský, compositeur, chef d'orchestre et pédagogue slovaque († 28 mai 1958).
- 25 mai : Louis Costes, clarinettiste et compositeur français († 19 décembre 1932).
- 1er juin : Margaret Matzenauer, mezzo-soprano hongroise († 19 mai 1963).
- 3 juin : Fritz Bach, compositeur, organiste et enseignant vaudois († 27 décembre 1930).
- 4 juin : Oskar Jascha, compositeur et chef d'orchestre autrichien († 9 janvier 1948).
- 8 juin : Próspero Bisquertt Prado, compositeur chilien († 15 mars 1959).
- 24 juin : Heinz Tietjen, chef d'orchestre, metteur en scène et directeur d'opéra allemand († 30 novembre 1967).
- 27 juin : Paul Fauchet, compositeur, organiste et pédagogue français († 12 novembre 1937).
- 5 juillet : 
  - Minna Beckmann-Tube, peintre et chanteuse d'opéra allemande († 30 juillet 1964).
  - Eugène Grassi, compositeur français († 8 juin 1941).
- 6 juillet : Nancy Dalberg, compositrice danoise († 28 septembre 1949).
- 7 juillet : Josef Pasternack, chef d'orchestre et compositeur polonais († 29 avril 1940).
- 9 juillet : Richard Hageman, compositeur, chef d'orchestre, pianiste et acteur américain, d'origine hollandaise († 6 mars 1966).
- 22 juillet : Arthur Hartmann, violoniste, altiste et compositeur américain († 30 mars 1956).
- 18 août : Hermann Zilcher, compositeur, pianiste et pédagogue musical allemand († 1er janvier 1948).
- 19 août : Georges Enesco, compositeur roumain († 4 mai 1955).
- 24 août : Marthe Chenal, soprano d'opéra française († 28 janvier 1947).
- 28 août : Arne Eggen, organiste et compositeur norvégien († 26 octobre 1955).
- 4 septembre : Simeon Bellison, clarinettiste et compositeur russe naturalisé américain († 4 mai 1953).
- 1er octobre : Leonid Sabaneïev, compositeur, musicologue, critique musical et scientifique russe († 3 mai 1968).
- 2 octobre : Ferdinand Barlow, compositeur français († 3 janvier 1951).
- 12 octobre : Carlos López Buchardo, compositeur argentin († 21 avril 1948).
- 27 octobre : André Salomon, pianiste français († 5 juin 1944).
- 3 novembre : Bernardo de Muro, chanteur d'opéra italien († 27 octobre 1955).
- 4 novembre : Gena Branscombe, pianiste, compositrice et cheffe de chœur canadienne († 26 juillet 1977).
- 17 novembre : Nazzareno De Angelis, chanteur d'opéra italien († 14 décembre 1962).
- 25 novembre : Peder Gram, compositeur et organiste danois († 4 février 1956).
- 27 novembre : Félix Raugel, chef d'orchestre et musicologue français († 30 décembre 1975).
- 2 décembre : Pierre-Aurèle Asselin, artiste lyrique (ténor) canadien († 27 décembre 1964).
- 21 décembre : Mario Mascagni, compositeur, chef d'orchestre et enseignant italien († 14 février 1948).
- 24 décembre : Charles Wakefield Cadman, compositeur américain († 30 décembre 1946).

Date indéterminée
- Natalia Ermolenko-Ioujina, chanteuse d’opéra russe († 1937).
- Hans Winckelmann, ténor allemand († 9 octobre 1943).

## Décès

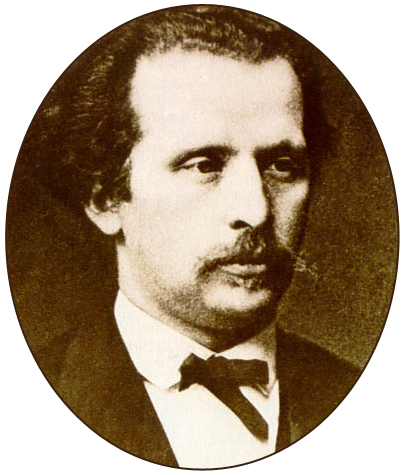
Nikolaï Rubinstein

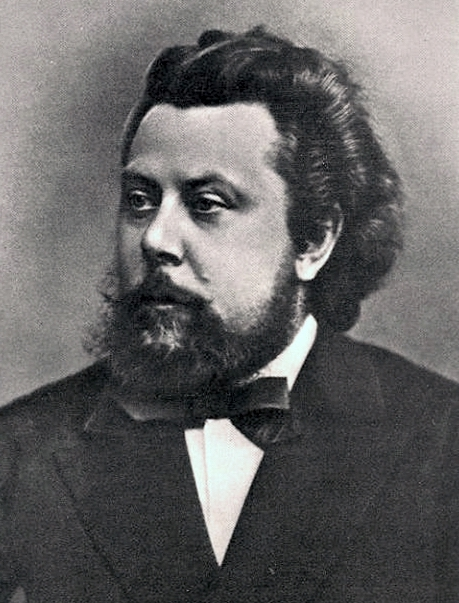
Modeste Moussorgski

- 30 janvier : Jacques-Nicolas Lemmens, organiste et compositeur belge (° 3 janvier 1823).
- 15 mars : Maurice Bourges, compositeur, musicographe et critique musical français (° 2 décembre 1812).
- 20 mars : Uranio Fontana, compositeur italien (° 15 novembre 1815).
- 23 mars : Nikolaï Rubinstein, compositeur, pédagogue et pianiste russe (° 14 juin 1835).
- 28 mars : Modeste Moussorgski, compositeur russe (° 21 mars 1839).
- 30 mars : Vincenzo Jacovacci, impresario et directeur d'opéra italien (° 14 novembre 1811).
- 23 avril : Auguste Morel, compositeur et critique musical français (° 26 novembre 1809).
- 24 mai : Julius Pisařowitz, clarinettiste et professeur de musique bohémien (° 23 novembre 1811).
- 6 juin : Henri Vieuxtemps, violoniste et compositeur belge (° 17 février 1820).
- 7 juin : Augustin Savard, compositeur et pédagogue français (° 21 août 1814).
- 3 juillet : Achille De Bassini, baryton italien d'opéra (° 5 mai 1819).
- 15 juillet : Carl Maria von Bocklet, compositeur, pianiste et professeur de musique autrichien (° 30 novembre 1801).
- 28 juillet : Charles Colin, hautboïste, organiste et compositeur français (° 2 juin 1832).
- 15 août : Victor Coche, flûtiste et compositeur français (° 24 novembre 1806).
- 24 septembre : Camille Durutte, compositeur et théoricien de la musique français (° 15 octobre 1803).
- 9 octobre : Richard Wüerst, compositeur et pédagogue allemand (° 22 avril 1824).
- 16 octobre : Marcial del Adalid, compositeur espagnol (° 24 août 1826).
- 2 novembre : Jan Nepomucen Bobrowicz, guitariste, compositeur et éditeur polonais (° 12 mai 1805).
- 25 novembre : Theobald Boehm, facteur d'instruments, compositeur allemand (° 9 avril 1794).
- 17 décembre : Giulio Briccialdi, flûtiste et compositeur italien (° 2 mars 1818).
- 30 décembre : Corrado Miraglia, ténor italien (° 1821)